# Ульріх Віферс
Ульріх Віферс (нім. Ulrich Viefers, 26 травня 1972) — німецький академічний веслувальник.
Срібний призер Олімпійських Ігор 1996 року в складі вісімки.
Бронзовий призер Чемпіонату світу 1993 року в складі розпашної четвірки зі стерновим.